# ボンバーボーイ
『ボンバーボーイ』（BOMBER BOY）は、1990年8月31日にハドソンから発売されたゲームボーイ用アクションゲーム。

## 概要
『ボンバーマンシリーズ』第3作目であり、PCエンジン版に先駆け、シリーズ中で初めて対戦モードを搭載した作品でもある。
アメリカでは『Atomic Punk』、ヨーロッパでは『Dynablaster』と、それぞれ異なるタイトルでリリースされた。
本作はゲームボーイ用ソフト『ボンバーマンコレクション』（1996年）にて、『ボンバーマンGB』（1994年）と『ボンバーマンGB2』（1995年）と共に再録されている。

## ゲーム内容

### ボンバーボーイモード
本作のメインとなるゲームモード。世界の8つの工場に捕らわれた仲間達を、キッド（主人公）が救出するというストーリー。

#### システム
基本システムは従来のボンバーマンシリーズとほぼ同じで、フィールドに配置された全てのモンスター（敵キャラクター）を倒し、ソフトブロック（爆弾で破壊できる壁）に隠された扉に入るとクリアとなる。敵キャラクターに触れたり、爆弾の爆風に巻き込まれるとミスになる。また時間制限もあり、タイマーが0になることでもミスになる。
プレイヤーは8つのステージのうち7つから任意に攻略することが可能で、それらの7ステージを全て攻略すると、最後の第8ステージに挑戦することができる。この第8ステージを攻略することが最終目的となる。ステージは工場という設定がある。各工場（ステージ）には5〜10の「ラウンド」があり、最後のラウンドをクリアすれば仲間を救出するデモシーンが流れ、そのステージはクリアとなる。難易度の高いステージほどラウンド数も多い。
この作品のプレイヤーキャラクターのパワーアップシステムは独特であり、パワーアップアイテム（以下、「装備アイテム」）を各ラウンドプレイ前の選択画面で装備することにより、効果を発揮する。所持金の概念があり、装備アイテムはステージ選択画面にある「マイタウン（ショップ）」で購入可能。最初は基本的なアイテムしか販売していないが、各ステージをクリアすることによって、対応したアイテムが店頭にて新規に追加される。
プレイヤーがミスをした場合は装備したアイテムを全て失う。また、基本的な装備アイテム以外は、ミスせずクリアしても失ってしまうので、強力なアイテムなどを一度に装備させすぎるのも問題がある。そのため、一度に何をどれだけ装備するかの判断が非常に重要。
本作には残機（プレイヤーストック）の概念がないが、アイテム「エリクサー」の効果によって擬似的な残機制になっている（詳細は後述）。ゲームオーバーになってもパスワードによるコンティニューが可能だが、記録されるのはクリアしたステージと所持金のみで、ストックしていたアイテムはすべて無くなってしまう。またステージを途中までクリアしていてもそれは無効となり、最初のラウンドからやり直しとなる。

#### アイテム
装備アイテムは30個までストックできるが、ストックしておくだけでは効果が無く（例外もある）、使いたいアイテムは各ラウンド攻略の時のアイテム選択画面にて装備する必要がある。装備できるアイテムは最高10個まで。
入手方法は、マイタウンのショップで購入することが基本である。品揃えはステージクリアによって増加する。各ラウンドにおいて、ソフトブロックを破壊すると稀に出現することもある（入手してもその場では効果を発揮せずストックとなり、最終ステージ以外の工場の最終ラウンドには必ず1個隠されている）が、爆風に巻き込まれるとソフトブロック同様消える。なお、アイテムはマイタウンにて購入時の価格の半額で売ることもできる。
基本アイテム
丸い形をしたパネル。装備した分だけ効果は重複する。ラウンドをクリアしても失われないので非常に重要。
ボムアップ（最初から購入可能）
1度に置ける爆弾の個数を1個増やせる。買値は50ゴールド。
ステージWATHERをクリアすると、パネル1枚で爆弾2個分の効果になる。
ファイアーアップ（最初から購入可能）
爆弾の火力（爆風の長さ）が1ブロック分伸びる。買値は50ゴールド。
スピードアップ（ステージHEVOLをクリアすると売られる）
プレイヤーキャラクターの移動速度を1段階上げる。買値は20ゴールド。
特殊アイテム
四角い形をしたパネル。装備してラウンドをクリアすると失われてしまうが、便利な効果のアイテムが多く、基本アイテムと組み合わせれば強力な武器になる。
エリクサー（最初から購入可能）
装備していると、ミスした場合にその場で復活でき（装備分だけ復活可能）、装備アイテムも失われない。また復活直後は数秒間無敵となり、この間は敵に接触するだけで倒せる。
装備していない場合にミスした時は、ストックから自動的に1つ消費して、そのラウンドをやり直せる。ただし装備していたアイテムは全て失われ、残ったアイテムを装備しなおすことになる。持っていない状態でミスをするとゲームオーバー。買値は100ゴールド。
リモコン（ステージGRADをクリアすると売られる）
爆弾をBボタンを押すことで任意のタイミングで爆破できる。買値は30ゴールド。
ボムパス（ステージTHULIAをクリアすると売られる）
置いた爆弾の上を通過できる。買値は40ゴールド。
ウォールパス（ステージCUOLECEをクリアすると売られる）
ソフトブロックの上を通過できる。買値は50ゴールド。
タイマー（ステージJAGORAZをクリアすると売られる）
制限時間の経過速度が半分の速さになる。買値は50ゴールド。
ファイアーパス（ステージWINDRIAをクリアすると売られる）
爆弾の爆風に巻き込まれてもミスにならない（敵と接触した場合はミスになる）。買値は100ゴールド。
その他のアイテム
各ラウンドのソフトブロックを破壊した時に出現することがある。取得すると直ちに効果を発揮する。
！
16秒間無敵になる。
扉
普通の扉と違い、ラウンド内の敵を全滅させていなくても、取得した時点でクリアできる。
ファミコン
ゲームボーイ
ボーナス得点。

### ボンバーマンモード
通常のモード。ファミコン版ボンバーマンを移植したものだが、フィールドの広さが違う、ドアやアイテムを爆破したときに出てくる敵が異なる（バロム→オニール→…→ポンタンのローテーション）、ボンバーマンの足音がしないなどの相違点もある。パスワードも255面などを除きファミコン版のものがそのまま使える。全モンスターを倒して、次のステージへ進むためのドアをくぐればステージクリアとなる。詳細は『ボンバーマン (ファミリーコンピュータ)』を参照。

### ボンバーボーイブイエスモード
ボンバーマンシリーズ初の対戦モードで、ゲームボーイ専用の通信ケーブルを使うことで対戦ができる。スーパーゲームボーイ発売前の作品なのでこれを用いた対戦はできないが、ステージが1画面に入りきらず、画面外に対戦相手がいる可能性があるというのが後の作品の対戦モードと違うところである。2つのモードから選択できる。
GB用ソフト『ボンバーマンコレクション』に本作が収録されており、本作との通信対戦も可能。
パネルモード
ソフトブロックから出現するボムアップと火力アップを手に入れて対戦するモード。
パワフルモード
上記とは逆に爆弾と火力が最大値の状態で対戦するモード。

## 設定

### ステージ構成
このゲームのステージに存在する仕掛けは、シリーズの中でも特異な物が多い。
その仕掛けを、エリア数の少ないステージから順に紹介する。
第1ステージ HEVOL（ヘボル）
- 獲得アイテム:スピードアップ
- ラウンド数:5

屋内の工場。特にこれといった仕掛けはなく、比較的簡単。
第2ステージ THULIA（チュリア）
- 獲得アイテム:ボムパス
- ラウンド数:6

砂漠の工場。他のステージのハードブロックの代わりに堅いソフトブロックが配置され、爆風2回で破壊できる。通常のソフトブロックも登場し、こちらは1回で破壊可能。ただし左右の端に並んでいるものはハードブロックのため破壊できない。また、ステージの上下がループになっている。
第3ステージ JAGORAZ（ジャゴラズ）
- 獲得アイテム:タイマー
- ラウンド数:6

森の工場。ところどころに枯れ木が登場しているが、ブロックではなく背景であり、爆風も貫通するし枯れ木の上に爆弾設置もできる。枯れ木は破壊もできるが影響は特に無く、ブロックでは無いためアイテムや出口がここに出現することはない。また、第2ステージ同様上下がループになっている。
第4ステージ GRAD（グラッド）
- 獲得アイテム:リモコン
- ラウンド数:7

岩山の工場。フィールドが4つの区画に区切られており、時々ハードブロックに穴が開き、入ると別のハードブロックにランダムに移動する。敵は穴が開いたハードブロックを通過する。ハードブロックに挟まった場合、プレイヤーなら影響は無いが、敵キャラクターなら即死する。
第5ステージ CUOLECE（クオレス）
- 獲得アイテム:ウォールパス
- ラウンド数:8

氷の工場。通常のソフトブロックが全て堅く、破壊に爆風2回を要する。また、ここに登場するペンギンのような敵は爆弾に触るとソフトブロックにしてしまうという能力をもつ。
第6ステージ WATHER（ワザー）
- 獲得アイテム:ボムアップ強化
- ラウンド数:9

水の工場。水で満たされているという設定でフィールド全体に網目状の模様が掛かっており、視界が悪くなっている。
第7ステージ WINDRIA（ウインドリア）
- 獲得アイテム:ファイアーパス
- ラウンド数:9

風の工場。フィールド全体に風が吹いており、プレイヤーだけでなく敵までその方向に流してしまう。ただし、爆弾は流されない。この風はランダムに方向が変化する。
最終ステージ FARIA（ファリア）
- ラウンド数:10

火の工場。このステージは他のステージ全てをクリアしないと挑戦できない。外周のハードブロックは通常通りの特徴だが、フィールド内部でハードブロック状に並んでいるものはプレイヤーが触れると即死する炎。ブロックではないため、敵はここを自由に通過できる。また、この炎は爆弾の爆風が貫通せず、真上に爆弾を設置することもできない。クリアするとエンディングとなる。

## キャラクター

### 敵キャラクター
全部で12種類。いわゆる「雑魚キャラクター」のみで構成されており、ボスクラスの敵は存在しない。
ファジー
板状の敵で、回転しながら移動する。地上人同士の戦争に使われた防壁を改造して作られたものらしい。道なりに動くだけでブロックに当たった時にしか方向転換しないという、下っ端的存在。
ブナイ
HEVOLにのみ登場する敵で、ソフトブロックそっくりの姿をしている。移動スピードは遅い。
キャー
人型の敵で、土の精の怨念が人の形になったものだという。ソフトブロックを破壊しながら迫ってくる。
バイザー
UFOのような形の敵。ソフトブロックをすり抜けて移動するが、動きが鈍いのであまり強くない。HEVOLの最終ラウンドに1体しか登場しない。
ギニー
テントウムシのような姿の敵。最新の巡回用ロボットで移動速度は速く、主人公を追いかけるうえ爆弾から逃げる動きもする。しかし一直線に逃げるだけなので、途中でブロックに当たるとそれ以上動かなくなってしまう。
コロッグ
脚の生えた岩のような敵。地上人の手により命を与えられたという岩石。2ブロック分動いては止まるという独特の動き方をする。移動スピードはわりと速い。
トラジー
テトラポッドに似た姿の敵。地上人によって各工場の巡回用に作られたらしい。ファジーとほぼ同じ性能の敵。
ポンコット
人型ロボット。地上人がその昔、ロボットたちを捕らえるために作ったものだという。主人公を追いかけてくるが、移動速度は遅い。そのうえ後方からであれば近づいても気づかれない。
ブラックボンバーマン
JAGORAZにのみ登場する、主人公そっくりの黒いロボット。プレイヤーの操作にあわせて移動方向を変えるという習性がある。
チェッカー
主人公とは違う姿の黒い人型ロボットで、主人公を倒すために作られたという戦闘用ロボット。ギニーと同様の動きで主人公を追いかけてくる。
ペルモ
CUOLECEにのみ登場する、ペンギンのような敵。もとは穏やかな性格だったが、地上の放射能汚染により凶暴化したという。動きはファジーやトラジーに似ているが、前述のとおり爆弾に触れると凍らせてソフトブロックに変えてしまうという能力を持つ。
モーラ
FARIAにのみ登場する。炎の精霊で、火の玉に脚と顔がついたような姿。ソフトブロックをすり抜けるので、ステージの特性上、この敵はフィールド内を自由に動き回れることになる。主人公を追いかけるうえ、移動速度も速いという強敵。

## スタッフ
- 企画、プログラマー：蝦名寿昌、芳賀孝宏
- キャラクター・デザイナー：松浦浩司、岡田寿夫、瓜田智昭
- サウンド・プログラマー：高橋克昇
- 音楽：福田裕彦
- 音楽ディレクター：中神紀之
- 音楽オペレーター：守尾崇
- プロデューサー：小山俊典、KAPPY MATSUNAGA
- スーパーバイザー：岩崎啓眞
- スペシャル・サンクス：電気未来社、佐橋秀樹、杉本悟、さわぐちたかし

## 評価
ゲーム誌『ファミコン通信』の「クロスレビュー」では合計27点、『ファミリーコンピュータMagazine』の読者投票による「ゲーム通信簿」での評価は以下の通りとなっており、20.93点（満30点）となっている。また、同雑誌1991年5月10日号特別付録の「ファミコンロムカセット オールカタログ」では、「爆弾を豪快に爆発させるのが気持ちよいゲームだ」と紹介されている。
| 項目 | キャラクタ | 音楽 | 操作性 | 熱中度 | お買得度 | オリジナリティ | 総合  |
| 得点 | 3.68       | 3.37 | 3.49   | 3.66   | 3.42     | 3.31           | 20.93 |